# Bbox-Bouygues Telecom/2010

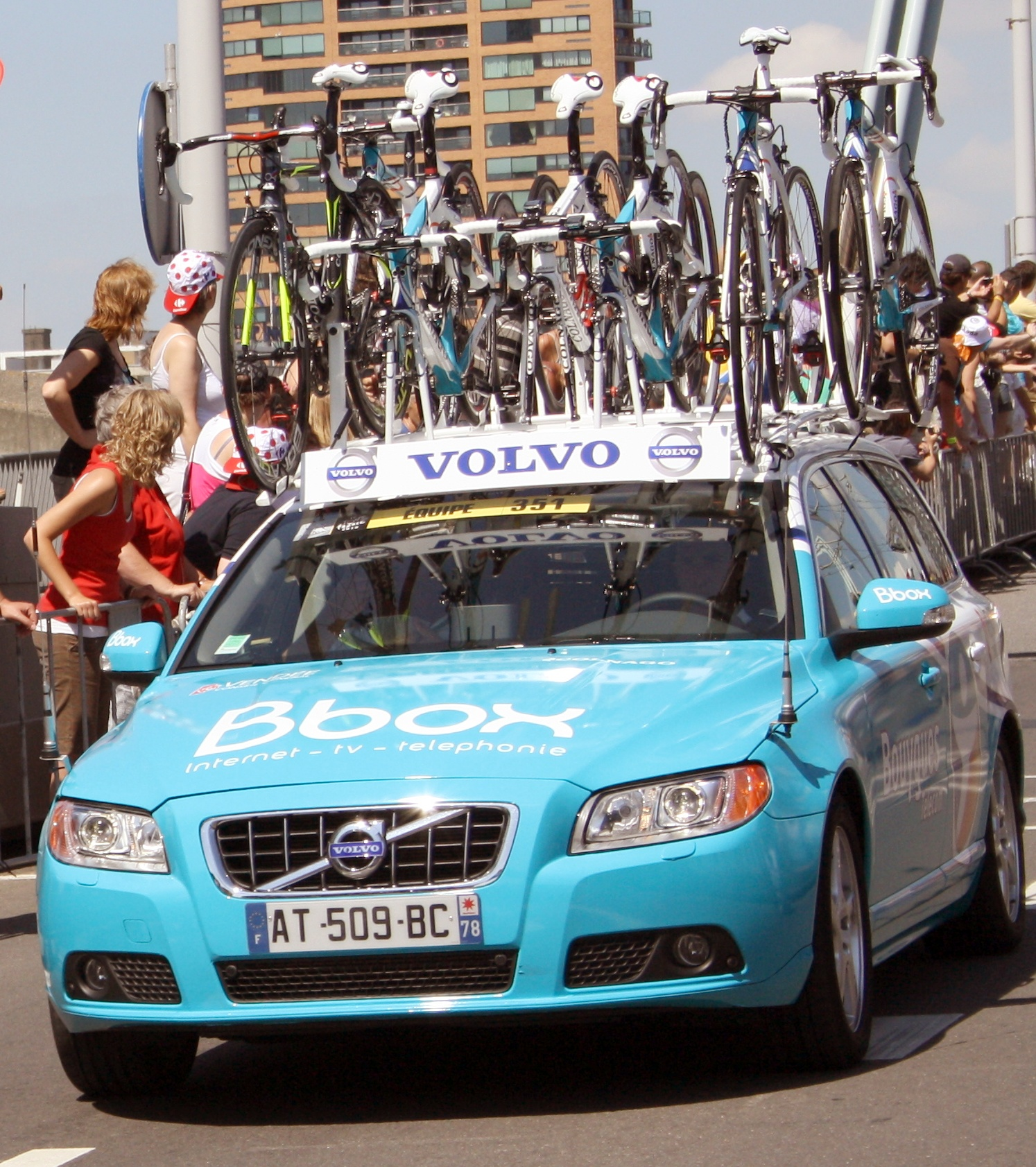
Auto van de Bbox wielerploeg bij de start van de tour in 2010

Deze pagina geeft een overzicht van de Bbox-Bouygues Telecom wielerploeg in  2010.

## Renners
| Naam                | Geboortedatum | Nationaliteit | Ploeg 2009           |
| ------------------- | ------------- | ------------- | -------------------- |
| Yukiya Arashiro     | 22-09-1984    | Japan         |                      |
| Giovanni Bernaudeau | 25-08-1983    | Frankrijk     |                      |
| Freddy Bichot       | 09-09-1979    | Frankrijk     | Agritubel            |
| William Bonnet      | 25-06-1982    | Frankrijk     |                      |
| Franck Bouyer       | 17-03-1974    | Frankrijk     |                      |
| Steve Chainel       | 06-09-1983    | Frankrijk     |                      |
| Anthony Charteau    | 04-06-1979    | Frankrijk     | Caisse d'Epargne     |
| Mathieu Claude      | 17-03-1983    | Frankrijk     |                      |
| Pierrick Fédrigo    | 30-11-1978    | Frankrijk     |                      |
| Damien Gaudin       | 20-08-1986    | Frankrijk     |                      |
| Cyril Gautier       | 26-09-1987    | Frankrijk     |                      |
| Yohann Gène         | 25-06-1981    | Frankrijk     |                      |
| Saïd Haddou         | 23-11-1982    | Frankrijk     |                      |
| Vincent Jérôme      | 26-11-1984    | Frankrijk     |                      |
| Guillaume Le Floch  | 16-02-1985    | Frankrijk     |                      |
| Laurent Lefèvre     | 02-07-1976    | Frankrijk     |                      |
| Alexandre Pichot    | 06-02-1983    | Frankrijk     |                      |
| Perrig Quéméneur    | 26-04-1984    | Frankrijk     |                      |
| Kévin Reza          | 18-05-1988    | Frankrijk     | stagiair vanaf 01/08 |
| Pierre Rolland      | 10-10-1986    | Frankrijk     |                      |
| Matthieu Sprick     | 29-09-1981    | Frankrijk     |                      |
| Joeri Trofimov      | 26-01-1984    | Rusland       |                      |
| Johann Tschopp      | 01-07-1982    | Zwitserland   |                      |
| Sébastien Turgot    | 11-04-1984    | Frankrijk     |                      |
| Thomas Voeckler     | 22-06-1979    | Frankrijk     |                      |
| Nicolas Vogondy     | 08-08-1977    | Frankrijk     | Agritubel            |

## Belangrijke overwinningen
| Ronde van Gabon 4e etappe: Anthony Charteau 5e etappe: Yohann Gène Eindklassement: Anthony Charteau Parijs-Nice 2e etappe: William Bonnet Internationaal Wegcriterium 1e etappe: Pierrick Fédrigo Eindklassement: Pierrick Fédrigo Driedaagse van De Panne-Koksijde 1e etappe: Steve Chainel 2e etappe: Sébastien Turgot | Route Adélie de Vitré Winnaar: Cyril Gautier Ronde van Bretagne Eindklassement: Franck Bouyer Omloop van Lotharingen 4e etappe: Pierre Rolland Ronde van Italië 20e etappe: Johann Tschopp Critérium du Dauphiné 4e etappe: Nicolas Vogondy | NK tijdrijden (Frankrijk) Kampioen: Nicolas Vogondy NK Weg (Frankrijk) Kampioen: Thomas Voeckler Ronde van Frankrijk 15e etappe: Thomas Voeckler 16e etappe: Pierrick Fédrigo Grote Prijs van Quebec Winnaar: Thomas Voeckler |

2000 · 2001 · 2002 · 2003 · 2004 · 2005 · 2006 · 2007 · 2008 · 2009 · 2010 · 2011 · 2012 · 2013 · 2014 · 2015 · 2016 · 2017 · 2018 · 2019 · 2020 · 2021 · 2022 · 2023 · 2024 · 2025